# Jitka Moravcová
Jitka Moravcová (26. listopadu 1950 Praha – 14. května 2018) byla česká vědkyně, první profesorka organické chemie, pedagožka na Vysoké škole chemicko-technologické v Praze. Rovněž působila jako hlavní garantka projektů Ministerstva školství, mládeže a tělovýchovy. Od roku 2015 byla členkou Rady pro výzkum, vývoj a inovace Úřadu vlády České republiky a předsedala Komisi pro hodnocení výsledků výzkumných organizací a ukončených programů.

## Vzdělání
V mládí absolvovala Vysokou školu chemicko-technologickou v Pardubicích. V roce 1980 nastoupila do tehdejší Laboratoře monosacharidů na Vysoké škole chemicko-technologické v Praze. V roce 2005 byla jmenována profesorkou pro obor Organická chemie. Následně působila jako profesorka na Ústavu chemie přírodních látek Fakulty potravinářské a biochemické technologie. Ve svém výzkum se zabývala sacharidy a jejich multivalenčními konjugáty jako ligandy lektinových receptorů patogenů. Byla profesně zapojena do mnoha mezinárodních projektů.

## Odborné působení
Byla dlouholetou členkou hlavního výboru České společnosti chemické a také hlavní garantkou dvou projektů na MŠMT – „Mezinárodní audit výzkumu, vývoje a inovací v České republice“ a „Metodika hodnocení a institucionálního financování ve VaVaI“. Problematika hodnocení vědy byla jejím dlouhodobým zájmem. Od roku 2015 byla členkou Rady pro výzkum, vývoj a inovace a předsedala Komisi pro hodnocení výsledků výzkumných organizací a ukončených programů.
Zemřela v 67 letech 14. května 2018 na následky embolie po operaci kolene.